# Vakorejsek čtyřprstý
Vakorejsek čtyřprstý je malý masožravý vačnatec z čeledi kunovcovitých. Vyskytuje se ve střední Austrálii.
Vakorejsek čtyřprstý je dlouhý 16–18 centimetrů a ocas má dlouhý 11–14 centimetrů a váží 70–150 gramů. Živí se hlavně hmyzem a pavouky, ale i malými ještěry, ptáky a savci. Žije v malých norách po jednom, nebo v malých skupinách. Mláďata rodí v zimě (tedy od května do října. Většinou vrh čítá 5–6 mláďat a březost trvá 36 dní. Poté jsou mláďata 30 dní ve vaku. Nezávislá na matce se stávají zhruba ve sto dnech života. Žije 3–6 let. Jeho nepřáteli jsou lidé, kunovec velký, sovy, varani a ze zavlečených živočichů pes dingo, lišky a kočka domácí. Doupě a domovský okrsek označuje močí, trusem a výměškem pachových žláz, které má na prsou a na bradě.